# Беларуска народна република
Беларуската народна република (на беларуски: Белару́ская Наро́дная Рэспу́бліка) е неуспешен опит да се създаде беларуска държава на територията, контролирана от Германската имперска армия по време на Първата световна война. Просъществува десет месеца. Тъй като държавните структури са били съставени само частично, а територията на държава се намирала под контрола на германската военна администрация, БНР не е призната на международната сцена, въпреки че поддържа неформални контакти с Украинската народна република, Полша и Литва.
Републиката обявява независимост на 25 март 1918 г. в Минск, но бива заместена от комунистическо правителство на 5 януари 1919 г. Става известна като „Беларуска демократична република“.
Прекратява съществуването си, когато Минск е превзет от болшевиките и Беларуската съветска социалистическа република е основана в Минск. Две години по-късно основателите на БНР съставят правителство в изгнание в чужбина. Към 2017 г. Радата (Съветът) на Беларуската народна република е най-старото съществуващо правителство в изгнание, въпреки че беларуската държава е възстановена след разпадането на СССР.

## История
Беларуската народна република е обявена на територията на днешна Беларус три седмици след подписването на Брест-Литовския мирен договор на 3 март 1918 г. между болшевишкото правителство на Съветска Русия и Централните сили в Брест-Литовск.
След Февруарската революция от 1917 г. в Русия започват активни дискусии в Беларус относно придобиването на автономия в границите на демократична Русия или обявяването на независимост. Представители от повечето беларуски региони и различни политически сили образуват Беларуски Национален Съвет към края на 1917 г. Съветът започва да работи по основаването на беларуски правителствени институции. Болшевиките и Германия отказват да го признаят и пречат на дейността му. Въпреки това, германците гледат на независима Беларус като част от изпълнението на плана им за буферна държава в Източна Европа. Болшевиките, от друга страна, преговарят с Беларуската демократична република за признаване, но по-късно решават да основат съветска марионетна държава – Беларуската ССР. Заедно с преговорите с Германия и болшевиките Беларуският Съвет започва активно да търси признаване на автономния си статут.
С първата си учредителна харта от 21 февруари 1918 г. Беларуският Съвет се обявява за единствената законна власт на територията на Беларус. На 9 март, след подписването на Брест-Литовския мирен договор между Германия и болшевиките, Беларуският Съвет издава втора харта, указваща основаването на Беларуската народна република. Съветът става временно правителство на Беларус и се преименува на Съвет на Беларуската народна република.
На 25 март 1918 г. Съветът издава трета харта, обявяваща независимостта на Беларус. След това се организират местни срещи в беларуските градове и се издават резолюции, подкрепящи създаването на независима република.

### Територия
В третата си учредителна харта БНР претендира за следните територии: Могильовска губерния, както и беларуските части от Минска губерния, Гродненска губерния (в т.ч. Бялисток), Вилненска губерния, Витебска губерния, Смоленска губерния и части от съседните губернии с беларуско население, отхвърляйки разделението на земите между Германия и Русия. Претенциите върху тези региони са мотивирани от беларуските мнозинства или големи малцинства, въпреки че е имало и много литовци, поляци и евреи.

### Въоръжени сили
Има опити за създаването на редовна армия на новата Беларуска република. Беларуски военни формирования започват да се образуват в дезорганизираната руска армия още през 1917 г.
Според историка Олег Латишонок, около 1 хиляди души, основно доброволци, служат в армията на Беларуската република. Генерал Станислав Булак-Балахович поддържа правителството на БНР и открито поставя армията си за Беларуска национална армия.
Най-голямото военно действие на армията на БНР е Слуцкото въстание към края на 1920 г. Съветът на БНР, който по това време се намира в Литва, изпраща офицери за да се организира въоръжена антиболшевишка съпротива в град Слуцк.

### Други дейности
По време на краткото си съществуване правителството на Беларус установява тесни връзки с Украинската народна република, организира доставки на хранителни стоки от Украйна, предотвратявайки глад в страната. Дипломатически представителства са създадени в Германия, Естония, Украйна и други страни.
През 1918 г. Антон Луцкевич, премиерът на Беларус, се среща с Владимир Ленин с надеждата да получи признаване за независимостта на Беларус от Съветска Русия. Беларуската делегация дори предлага създаването на федерация с РСФСР и приемането на съветската конституция в Беларус, като в замяна иска само признаването на независимостта на Беларус, но Ленин отказва на предложението.
През 1919 г. Беларуска делегация участва в Парижката мирна конференция, опитвайки се да спечели международно признаване на независимостта на Беларус.
Бидейки заобиколена от по-силни съседи и нямайки никакви съюзници, Беларуската народна република губи независимостта си и така и не става истинска държава с конституция или определена територия.

## Изгнание
През декември 1918 г. германската армия се оттегля от територията на Беларус и Червената армия се премества, за да създаде Беларуска ССР. Радата на БНР се премества в Хродна, център на полу-автономен беларуски регион в Литва. По време на последвалата Полско-съветска война, Радата преминава в изгнание и улеснява антикомунистическата борба в страна през 1920-те години.
През 1925 г. правителството в изгнание на Беларуската народна република дискутира отказването от властта си в подкрепа на Беларуската ССР, контролираща източната част на Беларус. Въпреки че много членове на демократичното правителство се застъпват за идеята, предложението не е прието.
По време на Втората световна война беларуското правителство в изгнание, намиращо се в Прага, отказва да сътрудничи с Третия райх или с Беларуската Централна Рада, прогерманското марионетно правителство, и обявява подкрепа за западните Съюзници.
Настъплението на Червената армия през 1945 г. принуждава Радата на БНР да се премести в Западна Германия. През април 1948 г. Радата и представители на следвоенните беларуски бежанци провеждат конференция в Остерхофен, Бавария.
След обявяването на независимостта на Беларуската ССР през 1991 г., Радата съобщава, че е готова да даде статута си на демократично избран парламент в Беларус. Тези планове са осуетени, след като президентът Александър Лукашенко е избран през 1994 г. и установява авторитарен режим и връща съветските политики, засягащи беларуския език и култура.
Радата на БНР все още съществува като правителство в изгнание и се опитва да лобира за интересите на беларуската диаспора в държавите, където има представители.
От края на 1980-те години датата на независимостта на Беларуската народна република, 25 март, е широко чествана от Беларуската национална демократична опозиция като „Ден на свободата“ (на беларуски: Дзень волі).